# Invasie van Tibet
De Invasie van Tibet vond plaats tussen 7 oktober 1950 en 23 mei 1951 en werd uitgevoerd door het Chinese leger in Tibet, dat makkelijk en in korte tijd het Tibetaans leger versloeg. Aan de operatie kwam na 7 maanden een einde met de ondertekening van het 17 puntenakkoord op 23 mei 1951. Deze aanval vormde het begin van Pekings campagne om Tibet te integreren in de Volksrepubliek China.
De operatie wordt door de Tibetaanse regering in ballingschap, het Amerikaans Congres, militaire analisten waaronder Jane's Defence en een groot aantal niet-gouvernementele organisaties gezien als een invasie. Mao Zedong motiveerde destijds de operatie als de "bevrijding" van Tibet van "imperialistische krachten" en "de re-integratie met het moederland". Mao sprak over de incorporatie als noodzakelijk voor de nationale veiligheid van China toen hij commentaar gaf op het onderwerp in 1954: ''nu de Tibetanen samenwerken met de Han, is onze westelijke nationale verdedigingslinie niet de Yangtze, maar de Himalaya.''
Pas na 1959 werd het argument van de bevrijding van horigen uit een feodaal systeem gehanteerd.

## Verloop
De troepen van het Chinese leger trokken Oost-Tibet binnen ter hoogte van Chamdo op 7 oktober 1950. Hierbij gaven 5000 Tibetaanse soldaten zich over. Het Chinese leger trok in de weken daarna verder op tot op 200 km oostelijk van de Tibetaanse hoofdstad Lhasa. Van deze lijn claimde China dat het de jure de grens met Tibet was.
Terwijl het Chinese leger met 40.000 manschappen een meerderheid vormde , gingen de Chinezen ook met een charmeoffensief te werk om de Tibetaanse bevolking en de wereldopinie gunstig te stemmen. Nadat de wapens van gevangengenomen soldaten in beslag waren genomen, gaven de Chinezen de Tibetaanse soldaten bijvoorbeeld lezingen over socialisme en kregen de Tibetaanse soldaten bij hun vrijlating een kleine som geld mee voor de terugkeer naar huis. De bevolking werd in het begin goed behandeld, er werden wegen gebouwd en de lokale bewoners werden ingehuurd als werkkrachten.
Het Chinese leger liet enkele gevangenen vrij (waaronder Ngabo Ngawang Jigme, een gevangengenomen gouverneur) om in naam van het Chinese leger te onderhandelen met dalai lama Tenzin Gyatso. Het leger beloofde dat wanneer Tibet zogenoemd vredig bevrijd zou worden, de Tibetaanse elite haar privileges en macht zou behouden. Jigme en andere vrijgelaten gevangenen legden getuigenissen af dat ze goed behandeld werden door het Chinese leger. Omdat het leger de opmars had gestopt en vroeg om vreedzame onderhandelingen zonder bezetting van de hoofdstad Lhasa, werd de Tibetaanse kwestie unaniem van de agenda van de Verenigde Naties geschrapt. Hierbij dient te worden aangetekend, dat Tibet in de luttele jaren na oprichting van de Verenigde Naties in 1944 verzuimd had om lid te worden van de volkerenorganisatie. Door de combinatie van Chinese militaire druk, positieve rapporten over de behandeling van de bevolking en vrijgelaten gevangenen alsmede vanwege het gebrek aan internationale steun werden de Tibetaanse vertegenwoordigers voor het blok gezet en stemden zij in met onderhandelingen met het Chinese leger.
Zeven maanden later, op 23 mei 1951 tekenden de vertegenwoordigers van de regering van Tibet het 17 puntenakkoord in Peking en werd de Chinese soevereiniteit over Tibet geratificeerd. Het akkoord werd enkele maanden later in Lhasa bekrachtigd. Punt 15 van het akkoord stelt dat de Chinese regering een militaire en bestuurlijke commissie zou opzetten, evenals een militair hoofdkwartier in Tibet. De troepen konden daarna Lhasa geweldloos binnentrekken. Dat gebeurde op 9 september 1951 onder leiding van generaal Wang Chimei. Kort erop kwamen generaal Tian Guansan en Chang Huohua met rond 20.000 troepen. De grote aantallen militairen zorgen voor een grote druk op de voedselvoorziening in de relatief kleine stad.
De Tibetaanse regering in ballingschap bracht in 1996 een artikel uit dat stelt dat "het verdrag onder druk was opgelegd, dat het op geen moment op een deugdelijke manier was aangegaan en dat het was verworpen door de Tibetanen."

## Aantallen slachtoffers
Verschillende Tibetaanse bronnen, waaronder die van de Tibetaanse regering in ballingschap spreken van hoge aantallen doden van in het totaal meer dan 1 miljoen sinds 1950. Deze cijfers worden door westerse onderzoekers sterk in twijfel getrokken, onder andere gezien de census van 1953 van Tibet een bevolking telde van een kleine 1,3 miljoen inwoners. Volgens Patrick French, een aanhanger van de Tibetaanse zaak die de berekeningen heeft ingezien, zou het hier gaan om ruwe data die voortkwam uit vraaggesprekken met vluchtelingen die niet verder onderzocht is op dubbelingen en controle. Een bron die afkomstig zou zijn van het Chinese Volksleger zou volgens Tom Grunfield spreken van rond de 87.000 slachtoffers.

## Perspectieven

### Perspectief van de Chinese Communistische Partij

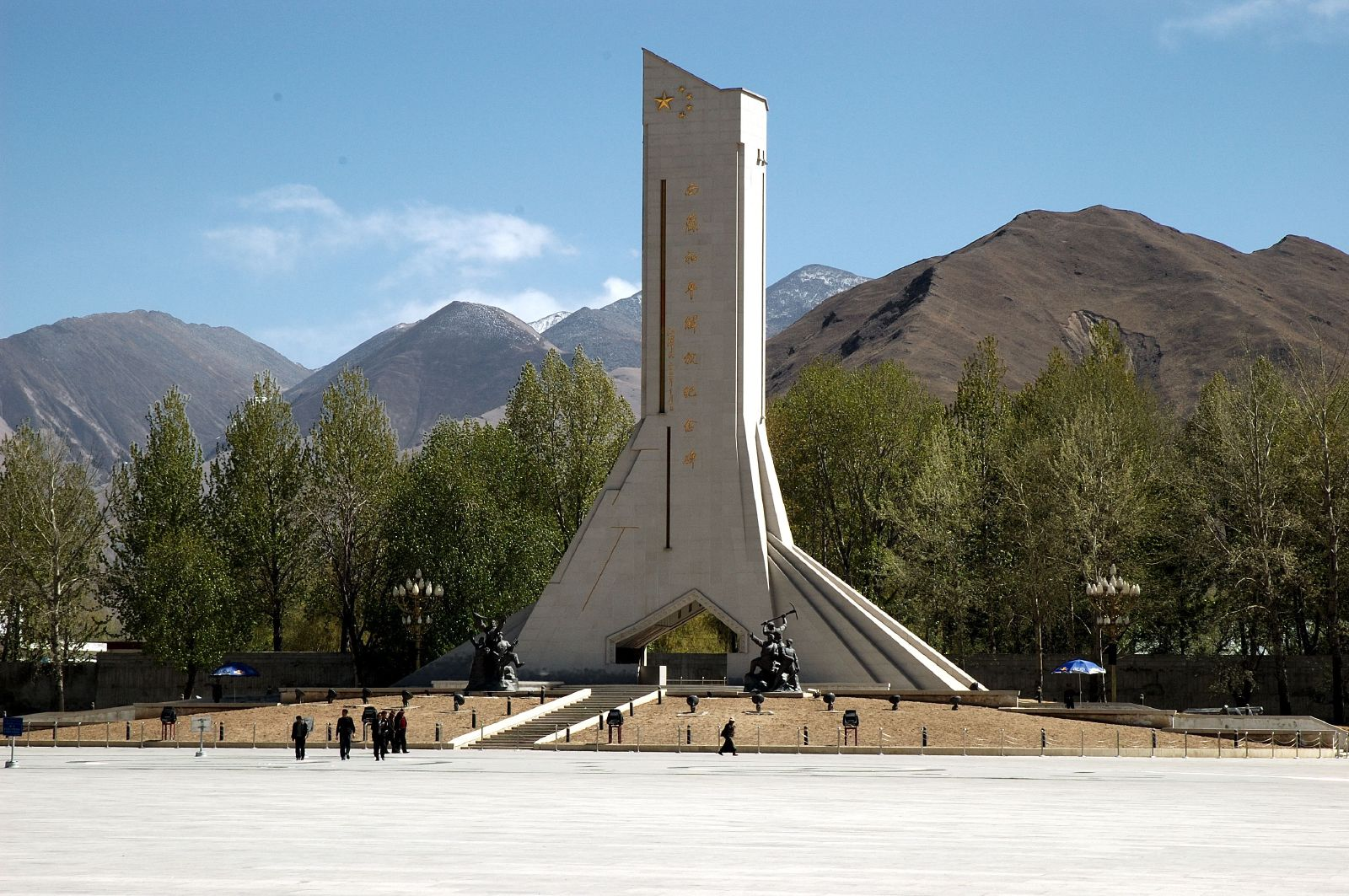
Het monument Vredevolle Bevrijding dat door China in 2001 werd onthuld tijdens het 50e gedenkjaar van Tibets onderwerping.

In 1951 zei Mao Zedong: "Doe het uiterste om de Dalai Lama en de meerderheid van de bovenlaag mee te krijgen. Isoleer de minderheid van slechte elementen om de geleidelijke, geweldloze transformatie van de Tibetaanse economie en politiek."
Traditioneel zou een deel van de Tibetaanse bevolking in het midden van de 20e eeuw horige zijn geweest die gebonden was aan rijke Tibetaanse kloosters en aristocraten. Dit was echter veel minder het geval in het noorden en het oosten, dat samen twee derde van Tibet vormt en bewoond werd door nomaden die hun eigen grond bezaten. De Chinese regering stelt daarentegen dat de meeste Tibetanen in 1950 nog steeds horigen waren en verklaart dat de Tibetaanse regering tussen 1913 en 1959 de ontwikkeling van Tibet verhinderde en zich kantte tegen alle moderniseringsvoorstellen die de Chinese regering deed. Communistische leiders uit de eerste generatie, zoals Mao Zedong, verklaarden dat de beslissing om Tibet in de Chinese Volksrepubliek te verenigen, was genomen om etnische gelijkheid te bereiken.
Op 19 juli 2001 werd een monument opgericht ter nagedachtenis aan de gebeurtenissen vijftig jaar eerder, ondanks de controverses die eromheen hingen. In 2005 stelde president Hu Jintao dat Tibet een onvervreemdbaar deel van het Chinese grondgebied uitmaakt sinds de verovering op de Mongolen. Volgens de dalai lama is dit de Chinese studenten geleerd sinds 1912.

### Andere perspectieven

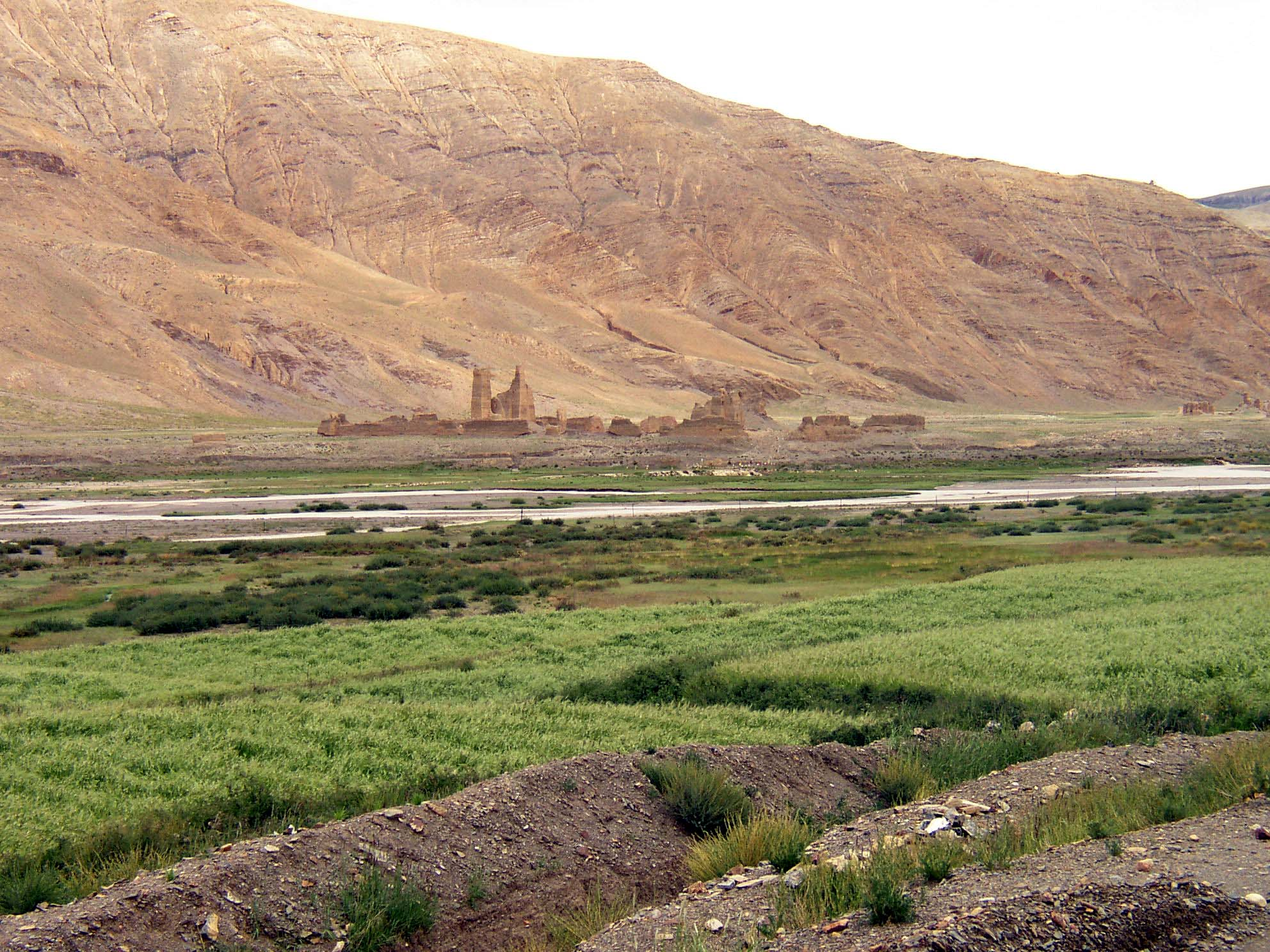
Verwoest Tibetaans klooster

De Algemene Vergadering van de Verenigde Naties nam resoluties aan waarin China werd veroordeeld voor "schendingen van de fundamentele mensenrechten van het Tibetaanse volk" in 1959, 1961 en 1965. Het Duitse Bondsparlement hield zittingen over Tibet op 19 juni 1995 en nam een resolutie aan op 20 juni 1996 waarin het stelt dat het "diep ongerust is dat de onafhankelijke identiteit wordt bedreigd door de vernietiging sinds het ruwe Chinese gewapende optreden in 1950" en dat China de Tibetanen had beroofd van zelfbeschikking. Op 26 maart 2008 nam het Europees Parlement een resolutie aan waarin de repressie in Tibet door de Chinese veiligheidsdiensten werd veroordeeld

## Historische aanloop
China zelf en Tibet kennen een lange en kronkelige relatie. Een van de eerste contacten tussen beide gebeurde in de 7e eeuw tijdens de Tang-dynastie (618-907) toen koning Songtsen Gampo Tibet verenigde en hij een Chinese prinses als bruid kreeg. In de periode 1279-1368 vielen zowel China als Tibet onder de Mongoolse Yuan-dynastie. Hierop volgde de Chinese Ming-dynastie, die tot 1644 officieel ook macht over Tibet had. Ondanks de toewijzing van vele eretitels aan prominente Tibetaanse elite, namen de Chinese machthebbers geen belangrijke initiatieven om bestuurlijk controle over Tibet te verkrijgen.
Pas tijdens de Qing-dynastie (1644-1912) ondernam het keizerlijke hof in Peking actie om formele controle over Tibet te bemachtigen, vooral nadat keizer Yongzheng (1678 -1735) twee Qing-ambans naar Lhasa stuurde. Verder bracht de Qing-dynastie verschillende grensgebieden die deels door Tibetanen werden bevolkt onder het gezag van de provincie Sichuan en toenmalige provincie Gansu. Het Tibet-beleid van de Qing versterkte de banden met tussen China zelf en Tibet aanzienlijk, waardoor ook de Chinese overtuiging groeide dat Tibet een deel van China was. Aan het begin van de 19e eeuw verzwakte de macht van de Qing en namen de Westerse invallen in China toe. De invloed van de ambans nam geleidelijk af en Tibet werd steeds autonomer. Aan het eind van deze eeuw was de Chinese heerschappij in Tibet niets meer dan een symbool.
In 1911 werd de laatste Chinese keizer van de troon gestoten tijdens de Xinhai-revolutie en werd de Republiek China uitgeroepen. Direct hierna verklaarden Buiten-Mongolië en Tibet zich onafhankelijk middels het Verdrag van Urga en werd Tannu Tuva geannexeerd door Rusland. Vanaf dit moment tot aan de Chinese invasie in Tibet in 1951 was Tibet geheel onafhankelijk. De 13e dalai lama Thubten Gyatso wees het voorstel van China af om erkend te worden als enkel religieus leider van Tibet. De Britten probeerden tot een vergelijk te komen tijdens de Simla-conventie in 1914, maar de Chinezen wilden geen verdrag tekenen dat hen niet erkende als heersers in Tibet.

## Filmografie
Er zijn verschillende films uitgekomen die over het Tibetaanse verzet gaan in de eerste decennia van de Chinese machtsovername, zoals:
- Raid Into Tibet, van George Patterson uit 1967
- Windhorse, van Paul Wagner uit 1998
- The Shadow Circus: The CIA in Tibet, van Ritu Sarin en Tenzin Sönam uit 1998